# Giovanni Boccati

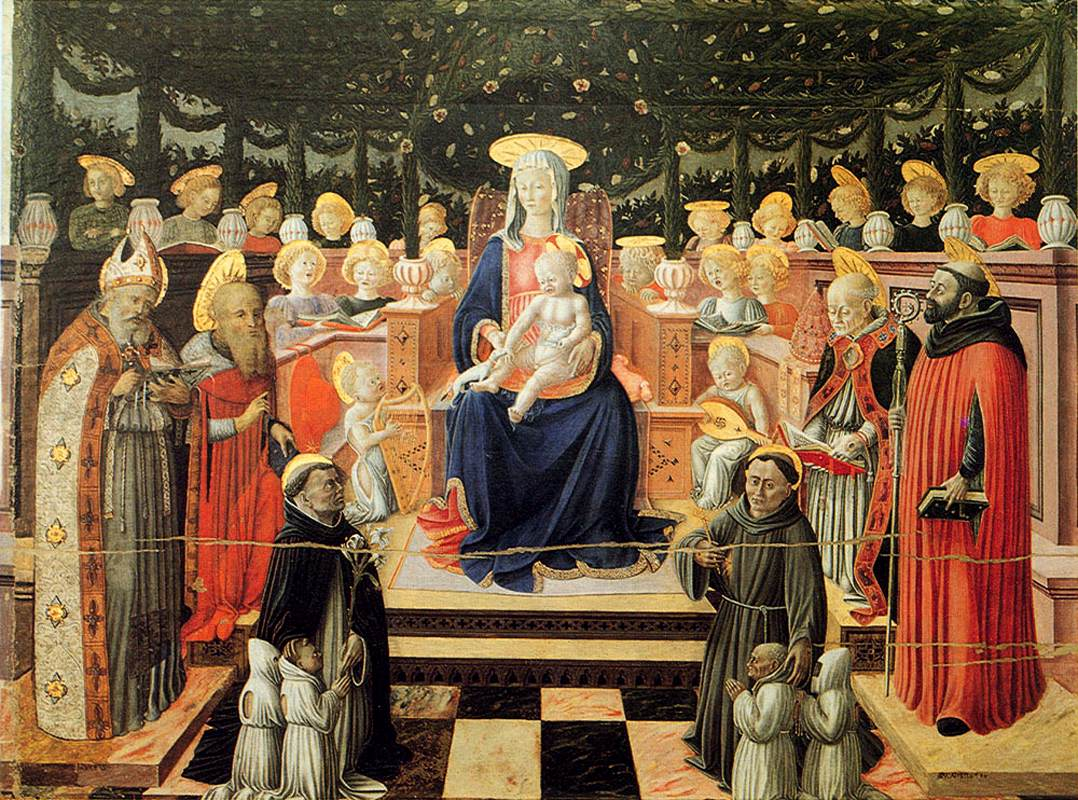
Sacra Conversazione, conocida como Madonna del Pergolato, 1447, temple sobre tabla, 248 x 187 cm, Perugia, Galleria nazionale dell'Umbria. La tabla representa a la Virgen con el Niño entronizada entre ángeles y santos y, en primer término, los fundadores de las órdenes mendicantes, Domingo de Guzmán y Francisco de Asís, presentando a dos parejas de discplinantes.

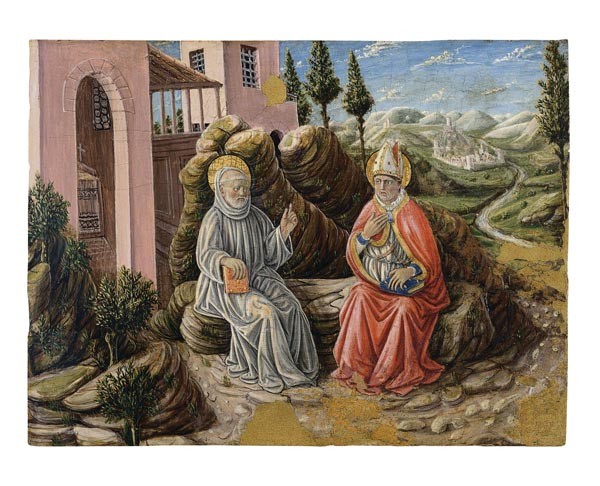
San Sabino conversando con san Benito, temple y óleo sobre tabla, 27 x 35,9 cm, Barcelona, MNAC, depósito de la colección Thyssen-Bornemisza.

Giovanni di Pier Mateo Boccati (Camerino, c., 1420-después de 1480) fue un pintor renacentista italiano.

## Biografía y obra
En 1445, citado ya como pintor «expertissimus», obtuvo la ciudadanía en Perugia, donde aún se le menciona en 1480 en relación con el pago de dos retablos, en las que son la primera y la última noticias conocidas del pintor. De 1447 es la primera obra conocida: la llamada Madonna del Pergolato de la  Galleria nazionale dell'Umbria, pintada por encargo del rector de la Sapienza Nuova, aunque por razones que se desconocen acabó siendo adquirida por una importante suma por la confraternidad de los  disciplinantes de la basílica de Santo Domingo de Perugia. Obra madura, en ella se observan influencias de Domenico Veneziano, activo en Perugia hacia 1430, y de otros maestros toscanos, como Filippo Lippi. Un año después de concluir la Madonna del Pergolato, en 1448, se encontraba en Padua y entre 1459 y 1460 trabajó por encargo de Federico da Montefeltro en los frescos de una de las salas del nuevo Palacio ducal de Urbino; más adelante, de 1462 a 1470, residió de nuevo en su ciudad natal antes de retornar definitivamente a Perugia. A esta última etapa pertenece uno de los más importantes encargos de su carrera: el retablo de la capilla de San Sabino de la catedral de Orvieto, contratado en 1473 y en la actualidad desmembrado entre el Museo de Bellas Artes de Budapest, al que pertenece la tabla central, y Roma (colección Lanfranchi), París (colección Spiridon), Barcelona (colección Thyssen-Bornemisza) y Urbino (Galleria Nazionale delle Marche), que se reparten la predela.
Su pintura, aunque influida por Domenico Veneziano en el tratamiento de la luz, conserva rasgos góticos en la delicada estilización de sus figuras, con su dulce humanidad, y en la frecuente utilización de pan de oro en sus fondos dorados, compatible con un interés muy quattroccentista por la perspectiva, observable en los frescos del palacio ducal de Urbino.